# Thiania cavaleriei
Thiania cavaleriei là một loài nhện trong họ Salticidae.
Loài này thuộc chi Thiania. Thiania cavaleriei được Ehrenfried Schenkel-Haas miêu tả năm 1963.